# 上林湖越窑遗址
30°07′22.08″N 121°20′13.24″E / 30.1228000°N 121.3370111°E
上林湖越窑遗址是中国浙江省慈溪市境内的一处古代瓷窑遗址。遗址分布于上林湖、古银锭湖、杜湖、白洋湖、上岙湖、筑溪湖等湖泊沿岸的缓坡上。20世纪30年代经学者考察，证实为唐代七大瓷窑——越窑的故址:1。经过多年调查，共发现近200处窑址，年代从东汉至南宋，覆盖了越窑从创烧到衰败的历史，为中国已知规模最大、持续烧制时间最长的古代窑址。2016年发掘的后司岙窑址表明，法门寺地宫和吴越国钱氏家族墓出土的秘色瓷很有可能产自上林湖。
1988年，上林湖越窑遗址成为第三批全国重点文物保护单位。2006年6月，寺龙口窑址和开刀山窑址并入，2013年3月，白洋湖、里杜湖越窑遗址并入。2017年12月2日，上林湖越窑遗址被列入第三批国家考古遗址公园。上林湖越窑遗址也是中国世界遗产预备名单项目“中国古瓷窑遗址”的组成部分。

## 地理

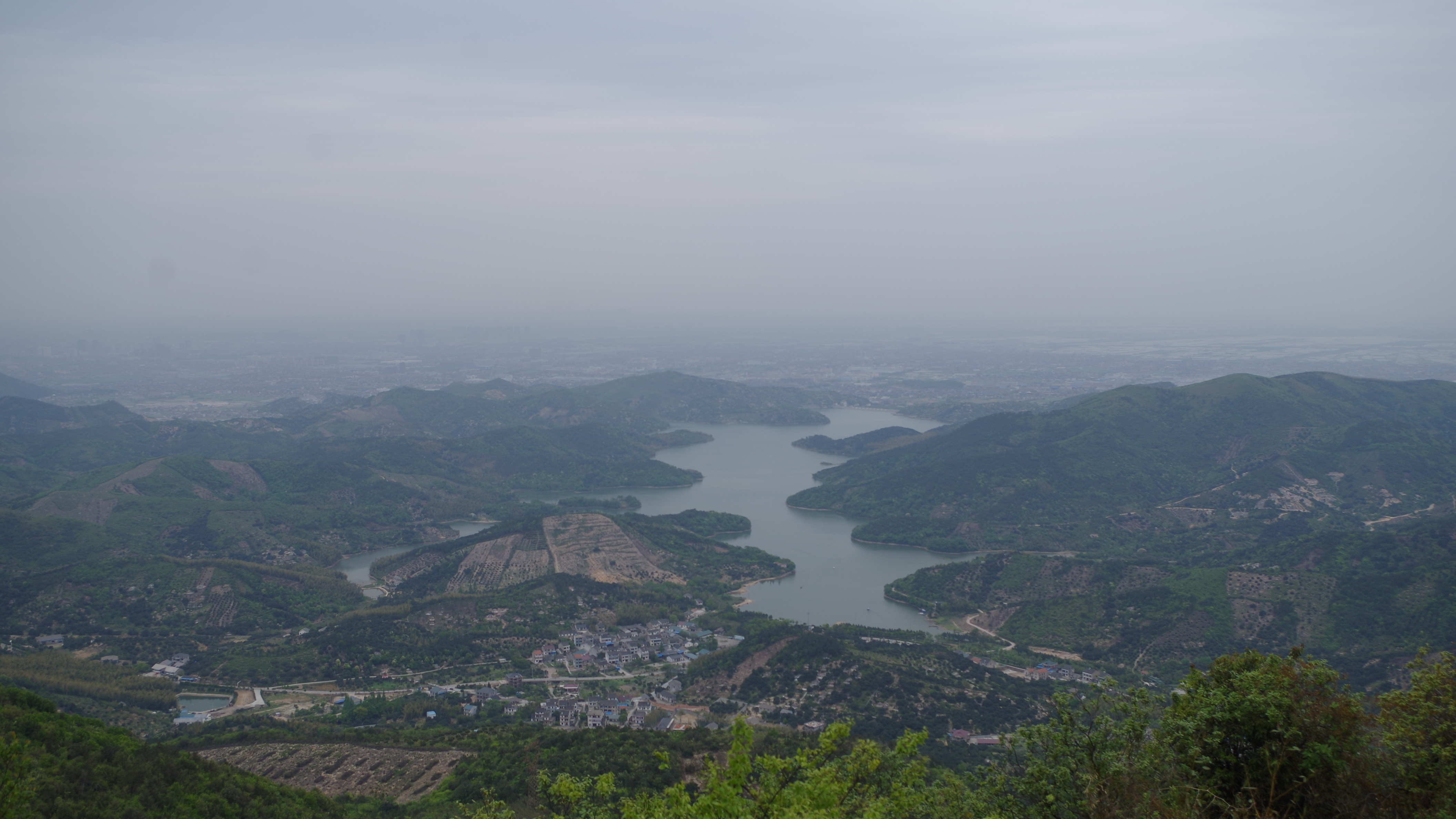
从栲栳山看上林湖全景

上林湖位于慈溪市桥头镇境内。湖泊形状呈叶形，岸线曲折长达20公里，南为栲栳山，其余三周有龙虎山、开刀山、河头山等低矮山丘环抱。湖口连接东横河，与姚江相通，可通过浙东运河到达明州港（宁波港）和京杭大运河。上林湖原为潟湖，公元前1000年前已形成。根据周边墓葬出土文物，至少在唐代咸通年间已有上林湖之名。历史上，上林湖曾多次改属余姚县和慈溪县，在唐代就曾在牛角山、挑嘴山间修筑湖堤，但具体修建年代已不可考。明正德八年在长凉山与象鼻山之间修筑新堤。1957年，在明代堤坝基础上修筑水坝，形成上林湖水库:4-5。
古银锭湖位于慈溪市匡堰镇境内，位于上林湖东3公里，因湖水泛光而得名，今湖区已湮没为农田。境内有游泾江向北注入杭州湾，也可通过东横河入姚江，山中有古道通往越州（绍兴）:118。
白洋湖、杜湖均位于观海卫镇（原属鸣鹤镇）境内。两湖相邻，白洋湖南端距杜湖最近处仅有数十米，自汉代起历代均有疏浚。白洋湖面积6.3平方公里，唐代修筑湖塘，清嘉庆年间改为石塘，1963年改建水闸。杜湖分为外杜湖和里杜湖，总面积7006亩，其中里杜湖1437亩。宋代修建石堤，1950年后多次维修成为梯级水库，里杜湖为上游，外杜湖为下游:95-98。

## 主要窑址

### 上林湖窑址群

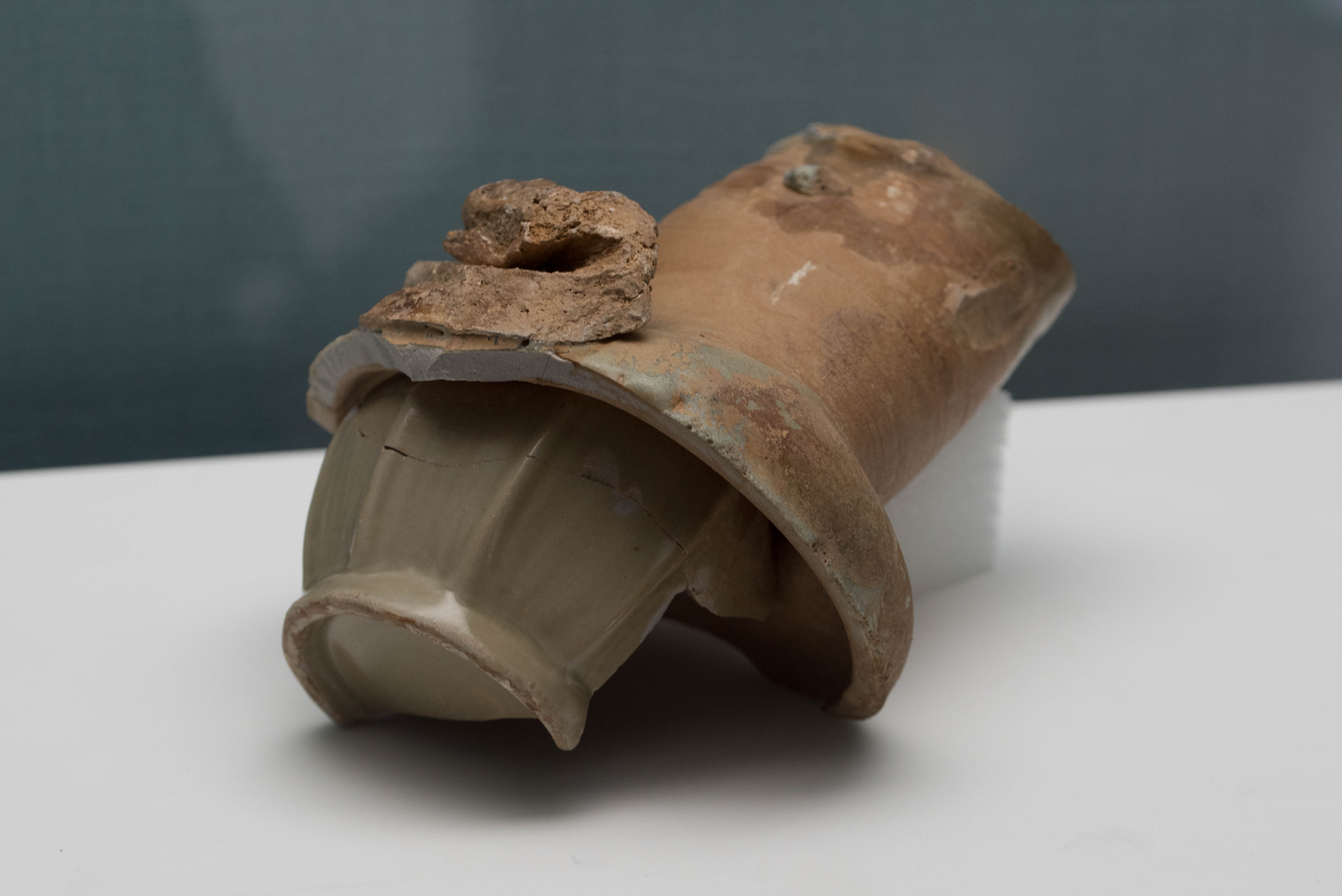
后司岙窑址出土八棱净瓶及匣钵残件

上林湖窑址群于20世纪30年代由故宫博物院陶瓷专家陈万里考察并确认为越窑故址，其《瓷器与浙江》一书开陶瓷窑址考古的先河，也使得上林湖为海内外研究者所注意。20世纪50年代，为配合上林湖水库改造，考古工作者对上林湖进行了实地调查，发现多处窑址。1982年、1984年、1990年曾组织多次勘探，总共发现窑址110余处，大都分布于湖南半部，以西南为多:5-6。根据研究，上林湖窑址群的年代自东汉至北宋，其中两晋时期为缺环。以两晋时期为界，前段可分为两期，后段可分为九期。自东汉至后段二、三期的隋唐早期，上林湖附近的制瓷业尚处于低谷。此时已出现使用土质匣钵以隔绝外部杂质的技术。此后在第四期开始进入繁荣时期，第五至第八期达到鼎盛，成为越窑的核心产地，并生产出秘色瓷。在这一时期，出现了与坯件材料相同的匣钵，采用釉料封口以营造还原性氛围，同时坯件和匣钵热胀冷缩性能相同，因而废品率得到降低。自第七期起，出现了结合土质匣钵和瓷质垫圈的技术，烧制高质量瓷器的成本得到降低。至北宋时期的第九期，瓷业出现衰败:114。
在上林湖窑址群中，荷花芯窑址和后司岙窑址曾进行大规模发掘。1993年10月至1995年7月，浙江省文物考古研究所与慈溪市文管会对荷花芯窑址进行发掘，2014年至2015年又进行了补充发掘。共发掘出唐宋窑炉两座，其中唐代窑炉尚存窑墙、窑门、火膛等部分，保存较为完整。出土器物以碗为主，器表装饰以荷花为主，足底采用泥点间隔叠烧，因而较为光滑:49。同时也出土有茶具和文房用品和部分秘色瓷，但比例远低于后司岙窑址。
后司岙窑址的大规模发掘于2015年10月至2017年1月进行。在此之前的1977年，上林湖曾出土一件唐光启三年凌倜墓志罐，其上志文点明上林湖存在“贡窑”，且位置指向后司岙窑址，因而后司岙窑址被认为是贡窑所在地。2015年10月开始的发掘表明，该处窑址以南北向的龙窑为中心布局，东侧为作坊，西侧为废品堆积区。出土器物年代从唐大中年间至五代，种类繁多，釉色呈天青色，不见铁锈等斑点，多种器物器型与法门寺地宫及吴越国钱氏家族墓出土的器物一致，2017年发现的一件瓷质匣钵上也有“罗湖师秘色椀”字样。这些发现证明后司岙窑址生产了当时绝大多数秘色瓷器，也代表了当时烧制瓷器的最高水平。同时，器物的品质和使用匣钵的质量也记录了秘色瓷从出现到兴盛再到衰落的过程。对后司岙窑址的考古发掘位列2016年全国十大考古新发现。

### 古银锭湖窑址群
古银锭湖窑址群曾在1982年至1985年进行文物普查，共发现窑址37处:118。从器型推断，古银锭湖窑址群年代从东晋早期至南宋中期，共分为八期，其中尚存在若干缺环。窑址年代下限证明越窑停烧的时间晚于之前公认的北宋晚期。在小姑岭南朝窑址出土过南朝匣钵具，将已知开始使用匣钵的年代推前到南朝。在部分南宋窑址中，出现了同窑合烧两种青瓷的现象，其中一种为越窑青瓷，另一种则与北方汝窑、官窑的产品类似，这与文献中记载朝廷在余姚县烧造祭祀用瓷相契合:162-163。
1998年至1999年，浙江省文物考古研究所、北京大学考古文博学院和慈溪市文管会对寺龙口窑址进行发掘，发现一座长49.5米的南宋龙窑以及作坊遗址、房基等遗存，共出土5万余件瓷片。经考证，窑址年代从晚唐至南宋，其中最后一期南宋地层中出现了天青釉瓷器。该处遗址的考古发掘位列1998年全国十大考古新发现。

### 白洋湖窑址群
白洋湖西岸的石马弄有6处窑址，碗成山南麓有2处窑址，隔彭鸣公路的对面山有2处窑址:164。窑址年代为中唐至北宋晚期，前期为晚唐至五代，产品与上林湖并无差异。后期进入北宋晚期，越窑整体衰落，而白洋湖窑址堆积层更厚，意味着其产量超过了上林湖:178。
1999年2月，石马弄窑址曾因基建破坏而开展抢救性发掘。此次发掘清理龙窑一座，匣钵墙遗址一处。其中龙窑长49.5米，东西方向依山而建。匣钵墙位于龙窑南侧4米，残长15.5米。出土器物中既包含小型器具，也包含盆、钵等大型器物:178。

### 里杜湖窑址群

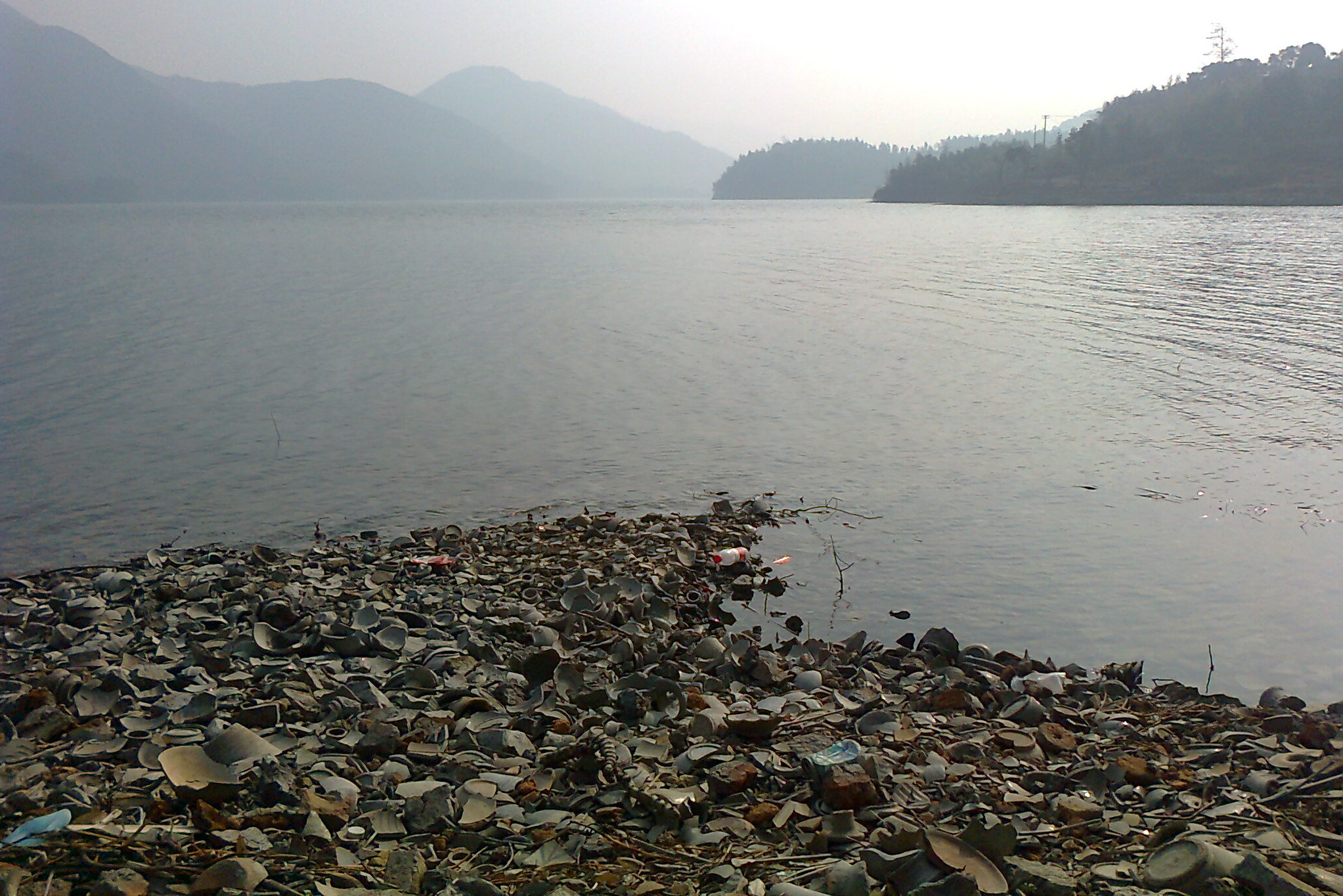
里杜湖越窑遗址

里杜湖沿岸共发现15处窑址。1978年发现栗子山、枫树湾窑址，更多的窑址在1983年文物普查时发现。窑址分布于栗子山、碗窑山、大黄山的缓坡上，受湖岸线变化，湮没和暴露交替，因而破坏较为严重:180。器物根据形制分为前后两段，前段时间为8世纪下半叶至9世纪上半叶的唐代中期，器物与同时期上林湖出产瓷器相同，但光泽度稍逊。后段时间为11世纪下半叶至12世纪上半叶的北宋晚期，此时器物质量和图案均劣于上林湖，且使用匣钵装烧的比例较低:196。

## 保护和展示

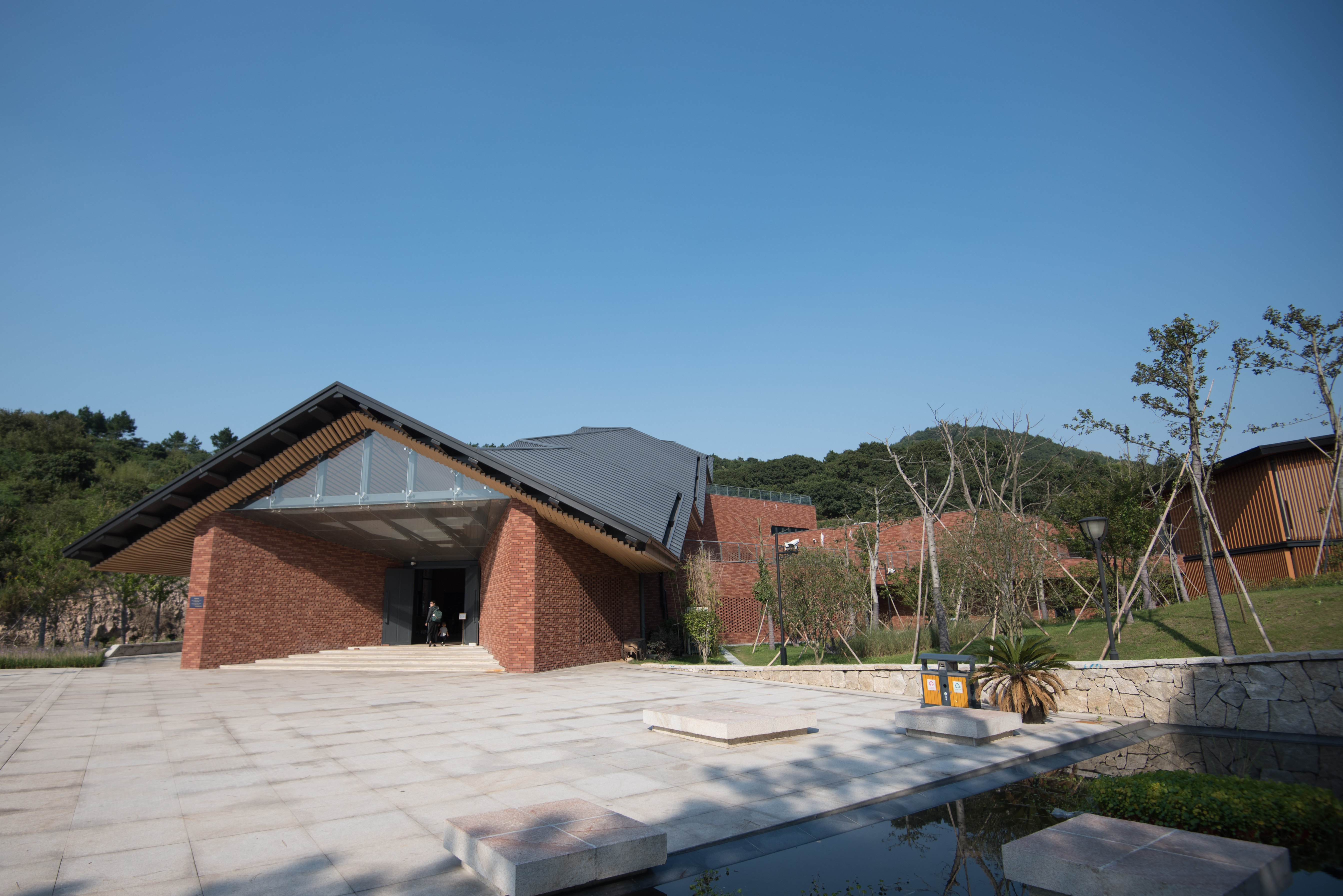
上林湖越窑博物馆

1963年，上林湖窑址群被列入浙江省文物保护单位，并于1988年被列入第三批全国重点文物保护单位。此后的2006年，位于古银锭湖窑址群的寺龙口窑址和开刀山窑址被列入第六批全国重点文物保护单位。2013年，白洋湖、里杜湖越窑遗址被列入第七批全国重点文物保护单位。此外，小姑岭、瓦片滩等多处窑址被列入慈溪市文物保护单位。部分窑址及保护级别列表如下。
| 窑址群         | 窑址       | 保护级别（批次）          |
| -------------- | ---------- | ------------------------- |
| 上林湖窑址群   | -          | 全国重点文物保护单位（3） |
| 古银锭湖窑址群 | 寺龙口窑址 | 全国重点文物保护单位（6） |
| 古银锭湖窑址群 | 开刀山窑址 | 全国重点文物保护单位（6） |
| 古银锭湖窑址群 | 小姑岭窑址 | 慈溪市文物保护单位（1）   |
| 古银锭湖窑址群 | 瓦片滩窑址 | 慈溪市文物保护单位（3）   |
| 古银锭湖窑址群 | 金鸡岙窑址 | 慈溪市文物保护单位（3）   |
| 古银锭湖窑址群 | 桃园窑址   | 慈溪市文物保护单位（6）   |
| 古银锭湖窑址群 | 牧羊山窑址 | 慈溪市文物保护点          |
| 白洋湖窑址群   | 石马弄窑址 | 全国重点文物保护单位（7） |
| 白洋湖窑址群   | 湖西山窑址 | 慈溪市文物保护单位（6）   |
| 里杜湖窑址群   | 枫树湾窑址 | 全国重点文物保护单位（7） |
| 里杜湖窑址群   | 栗子山窑址 | 全国重点文物保护单位（7） |

上林湖越窑遗址与2003年与上虞越窑、大窑龙泉窑遗址等项目一道以“浙江青瓷窑址”的名义被列入中国世界遗产预备名单。此后，该项目成为“海上丝绸之路”申遗项目的组成部分。而在2017年更新的中国世界遗产预备名单中，上林湖越窑遗址和大窑龙泉窑遗址则是以“中国古瓷窑遗址”的名义列入。
1987年，慈溪市政府为加强遗址的保护，设立上林湖文保所，承担遗址的管理和部分接待、展示职能。1989年，上林湖水库曾计划提高水位以缓解城镇供水紧张问题，威胁上林湖文物，在国家文物局协调下，工程未能推进:i。然而，20世纪90年代初在上林湖边违规建设的娱乐场所“上林山庄”直至2017年方才拆除，而白洋湖石马弄窑址则因慈溪市民兵训练基地擅自施工遭到严重破坏。2009年4月，浙江省人民政府批准了《上林湖越窑遗址保护总体规划》。2015年，慈溪市启动建设上林湖越窑考古遗址公园，依照申遗标准对遗址区内的违章建筑进行拆除，迁移坟墓，开放荷花芯窑址、竹园山窑址、后司岙窑址进行展示。其中，荷花芯窑址主要展示龙窑的结构和生产过程，竹园山窑址未经发掘，主要进行瓷片堆积的原装展示，而后司岙窑址则展示作坊和瓷片堆积。同时建设的还有上林湖越窑博物馆和青瓷文化传承园。2017年12月2日，上林湖越窑遗址被列入第三批国家考古遗址公园。